# Вааліт
Вааліт — мінеральна відміна вермікуліту (назва за місцезнаходженням - річка Вааль, ПАР), невпорядковані змішаношаруваті зростки гідробіотиту і вермікуліту, знайдені у вигляді гексагональних призм у змінених перидотитах алмазних трубок Південної Африки.
Формула - {\displaystyle {\ce {(Mg,Fe)7 (Si,Al,Fe)8 O20 (OH)4*2H2O}}}.